# 1. Fußballclub Union Berlin 2013-2014
Questa voce raccoglie le informazioni riguardanti il 1. Fußballclub Union Berlin nelle competizioni ufficiali della stagione 2013-2014.

## Stagione
Nella stagione 2013-2014 l'Union Berlino, allenato da Uwe Neuhaus, concluse il campionato di 2. Bundesliga al 9º posto. In Coppa di Germania l'Union Berlino fu eliminato agli ottavi dal Kaiserslautern.

## Rosa
| N. |                     | Ruolo | Calciatore          |
| -- | ------------------- | ----- | ------------------- |
| 1  | Germania (bandiera) | P     | Daniel Haas         |
| 2  | Germania (bandiera) | C     | Christopher Quiring |
| 4  | Croazia (bandiera)  | D     | Roberto Punčec      |
| 5  | Germania (bandiera) | D     | Christian Stuff     |
| 6  | Francia (bandiera)  | D     | Marc Pfertzel       |
| 7  | Irlanda (bandiera)  | D     | Patrick Kohlmann    |
| 8  | Germania (bandiera) | C     | Barış Özbek         |
| 9  | Germania (bandiera) | A     | Sören Brandy        |
| 10 | Germania (bandiera) | C     | Martin Dausch       |
| 11 | Germania (bandiera) | A     | Simon Terodde       |
| 13 | Germania (bandiera) | D     | Björn Kopplin       |
| 14 | Germania (bandiera) | A     | Pascal Wedemann     |
| 15 | Svizzera (bandiera) | D     | Mario Eggimann      |
| 16 | Egitto (bandiera)   | C     | Abdallah Gomaa      |
| 17 | Germania (bandiera) | C     | Torsten Mattuschka  |

| N. |                       | Ruolo | Calciatore          |
| -- | --------------------- | ----- | ------------------- |
| 18 | Germania (bandiera)   | C     | Benjamin Köhler     |
| 19 | Croazia (bandiera)    | C     | Damir Kreilach      |
| 20 | Germania (bandiera)   | P     | Jan Glinker         |
| 21 | Sri Lanka (bandiera)  | C     | Ahmed Waseem Razeek |
| 24 | Germania (bandiera)   | A     | Steven Skrzybski    |
| 25 | Germania (bandiera)   | C     | Björn Jopek         |
| 26 | Germania (bandiera)   | D     | Niklas Wiebach      |
| 27 | Kosovo (bandiera)     | C     | Eroll Zejnullahu    |
| 29 | Germania (bandiera)   | D     | Michael Parensen    |
| 31 | Germania (bandiera)   | C     | Leonard Koch        |
| 32 | Slovacchia (bandiera) | A     | Adam Nemec          |
| 34 | Germania (bandiera)   | D     | Fabian Schönheim    |
| 35 | Germania (bandiera)   | P     | Marcel Klonz        |
| 38 | Germania (bandiera)   | D     | Oliver Oschkenat    |
| 39 | Germania (bandiera)   | C     | David Hollwitz      |

## Organigramma societario
Area tecnica
- Allenatore: Uwe Neuhaus
- Allenatore in seconda: André Hofschneider
- Preparatore dei portieri: Holger Bahra
- Preparatori atletici:
- Analisi video: Adrian Wittmann

## Calciomercato

### Sessione estiva
| Acquisti | Acquisti            | Acquisti          | Acquisti |
| R.       | Nome                | da                | Modalità |
| -------- | ------------------- | ----------------- | -------- |
| A        | Sören Brandy        | Duisburg          |          |
| C        | Martin Dausch       | Aalen             |          |
| D        | Mario Eggimann      | Hannover 96       |          |
| P        | Marcel Klonz        | Hannover 96       |          |
| C        | Benjamin Köhler     | Kaiserslautern    |          |
| C        | Damir Kreilach      | Rijeka            |          |
| C        | Ahmed Waseem Razeek | Union Berlino U19 |          |

| Cessioni | Cessioni        | Cessioni             | Cessioni |
| R.       | Nome            | a                    | Modalità |
| -------- | --------------- | -------------------- | -------- |
| C        | Luis Gallegos   | Universidad de Chile |          |
| C        | Oliver Hofmann  | Goslarer             |          |
| P        | Marcel Höttecke | Berliner AK 07       |          |
| D        | Christoph Menz  | Dinamo Dresda        |          |
| C        | Patrick Zoundi  | Duisburg             |          |

### Sessione invernale
| Acquisti | Acquisti       | Acquisti | Acquisti |
| R.       | Nome           | da       | Modalità |
| -------- | -------------- | -------- | -------- |
| C        | Abdallah Gomaa | ENPPI    |          |

| Cessioni | Cessioni      | Cessioni    | Cessioni |
| R.       | Nome          | a           | Modalità |
| -------- | ------------- | ----------- | -------- |
| A        | Carlos Silvio | Wolfsberger |          |

## Risultati

### 2. Bundesliga

#### Girone di andata
| Arbitro: | Perl |

|              |           |                               |
| Kreilach 86’ | Marcatori | 64’ Latza 88’ (rig.) Maltritz |

| Arbitro: | Aytekin |

|          |           |           |
| Klos 54’ | Marcatori | 25’ Nemec |

| Arbitro: | Sippel |

|           |           |                                        |
| Sušac 74’ | Marcatori | 23’ Brandy 25’ Mattuschka 37’ Kreilach |

| Arbitro: | Dingert |

|                |           |                   |
| Nemec 43’, 55’ | Marcatori | 77’ Bellinghausen |

| Arbitro: | Cortus |

|            |           |              |
| Leckie 41’ | Marcatori | 57’ Kreilach |

| Arbitro: | Brych |

|                                             |           |                       |
| Mattuschka 36’ (rig.) Nemec 59’ Terodde 86’ | Marcatori | 1’ Verhoek 6’ Bartels |

| Arbitro: | Bandurski |

|  |           |            |
|  | Marcatori | 48’ Brandy |

| Arbitro: | Winkmann |

|                        |           |                                          |
| Köhler 17’ Terodde 86’ | Marcatori | 52’ Šukalo 60’ Weilandt 66’, 90’ Stieber |

| Arbitro: | Fritz |

|  |           |                                |
|  | Marcatori | 40’, 79’ Brandy 85’ Mattuschka |

| Arbitro: | Dietz |

|                                       |           |  |
| Mattuschka 25’ Terodde 47’ Brandy 66’ | Marcatori |  |

| Cottbus 18 ottobre 2013, ore 18:30 CEST 11ª giornata | Energie Cottbus | 0 – 0 referto | Union Berlino | Stadion der Freundschaft (16 194 spett.)\| Arbitro: \| Weiner \| |
| Arbitro:                                             | Weiner          |               |               |                                                                  |

| Arbitro: | Schmidt |

|                |           |  |
| Mattuschka 62’ | Marcatori |  |

| Arbitro: | Drees |

|                                        |           |  |
| Risse 22’, 30’ Gerhardt 52’ Hector 66’ | Marcatori |  |

| Berlino 9 novembre 2013, ore 13:00 CET 14ª giornata | Union Berlino | 0 – 0 referto | Karlsruhe | Stadio An der Alten Försterei (20 757 spett.)\| Arbitro: \| Kampka \| |
| Arbitro:                                            | Kampka        |               |           |                                                                       |

| Arbitro: | Aytekin |

|                                |           |  |
| Occéan 54’ Dick 79’ Alushi 87’ | Marcatori |  |

| Arbitro: | Leicher |

|                |           |                              |
| Mattuschka 62’ | Marcatori | 59’, 72’ Valentini 90’ Klauß |

| Arbitro: | Winkmann |

|                     |           |                       |
| Bülow 64’ Stahl 86’ | Marcatori | 74’ (rig.) Mattuschka |

#### Girone di ritorno
| Arbitro: | Perl |

|  |           |                                         |
|  | Marcatori | 13’, 36’ Quiring 47’ Terodde 52’ Köhler |

| Arbitro: | Brand |

|                                                           |           |                          |
| Eggimann 18’ Kohlmann 26’ Nemec 42’ Mattuschka 48’ (rig.) | Marcatori | 1’ Klos 51’ (rig.) Jerat |

| Berlino 8 febbraio 2014, ore 13:00 CET 20ª giornata | Union Berlino | 0 – 0 referto | Dinamo Dresda | Stadio An der Alten Försterei (21 717 spett.)\| Arbitro: \| Stark \| |
| Arbitro:                                            | Stark         |               |               |                                                                      |

| Arbitro: | Stieler |

|          |           |            |
| Erat 35’ | Marcatori | 58’ Brandy |

| Arbitro: | Stegemann |

|                                     |           |  |
| Mattuschka 39’ (rig.) Schönheim 76’ | Marcatori |  |

| Arbitro: | Kempter |

|                           |           |             |
| Schachten 61’ Bartels 88’ | Marcatori | 58’ Terodde |

| Arbitro: | Petersen |

|                       |           |         |
| Mattuschka 90’ (rig.) | Marcatori | 1’ Groß |

| Arbitro: | Meyer |

|           |           |            |
| Azemi 56’ | Marcatori | 43’ Brandy |

| Arbitro: | Dingert |

|            |           |               |
| Brandy 53’ | Marcatori | 89’ Hünemeier |

| Arbitro: | Ittrich |

|                   |           |            |
| Blum 7’ Adler 52’ | Marcatori | 4’ Quiring |

| Arbitro: | Aytekin |

|                 |           |  |
| Brandy 28’, 82’ | Marcatori |  |

| Arbitro: | Drees |

|                                              |           |                                     |
| Sylvestr 30’ (rig.), 72’ (rig.) Nickenig 33’ | Marcatori | 24’ (rig.) Mattuschka 40’ Skrzybski |

| Arbitro: | Stark |

|            |           |                        |
| Dausch 10’ | Marcatori | 25’ (rig.), 59’ Helmes |

| Arbitro: | Kircher |

|                                         |           |                                         |
| Krebs 56’ Schwertfeger 71’ Hennings 76’ | Marcatori | 62’ (rig.) Köhler 78’ (rig.) Mattuschka |

| Arbitro: | Brych |

|           |           |           |
| Brandy 9’ | Marcatori | 40’ Lakić |

| Arbitro: | Brand |

|                                |           |  |
| Pohjanpalo 8’, 68’ Buballa 79’ | Marcatori |  |

| Arbitro: | Willenborg |

|              |           |                |
| Kohlmann 49’ | Marcatori | 17’ Wojtkowiak |

### Coppa di Germania
| Arbitro: | Welz |

|                |           |                       |
| Amachaibou 19’ | Marcatori | 21’ Brandy 42’ Köhler |

| Arbitro: | Fischer |

|  |           |                       |
|  | Marcatori | 14’ (rig.) Mattuschka |

| Arbitro: | Sippel |

|  |           |                               |
|  | Marcatori | 18’ Orbán 45’ Zoller 83’ Gaus |

## Statistiche

### Statistiche di squadra
| Competizione      | Punti | In casa | In casa | In casa | In casa | In casa | In casa | In trasferta | In trasferta | In trasferta | In trasferta | In trasferta | In trasferta | Totale | Totale | Totale | Totale | Totale | Totale | DR |
| Competizione      | Punti | G       | V       | N       | P       | Gf      | Gs      | G            | V            | N            | P            | Gf           | Gs           | G      | V      | N      | P      | Gf     | Gs     | DR |
| ----------------- | ----- | ------- | ------- | ------- | ------- | ------- | ------- | ------------ | ------------ | ------------ | ------------ | ------------ | ------------ | ------ | ------ | ------ | ------ | ------ | ------ | -- |
| 2. Bundesliga     | 44    | 17      | 7       | 6       | 4       | 26      | 20      | 17           | 4            | 5            | 8            | 22           | 27           | 34     | 11     | 11     | 12     | 48     | 47     | +1 |
| Coppa di Germania | -     | 1       | 0       | 0       | 1       | 0       | 3       | 2            | 2            | 0            | 0            | 3            | 1            | 3      | 2      | 0      | 1      | 3      | 4      | -1 |
| Totale            | 44    | 18      | 7       | 6       | 5       | 26      | 23      | 19           | 6            | 5            | 8            | 25           | 28           | 37     | 13     | 11     | 13     | 51     | 51     | 0  |

### Andamento in campionato
| Giornata  | 1  | 2  | 3 | 4 | 5 | 6 | 7 | 8 | 9 | 10 | 11 | 12 | 13 | 14 | 15 | 16 | 17 | 18 | 19 | 20 | 21 | 22 | 23 | 24 | 25 | 26 | 27 | 28 | 29 | 30 | 31 | 32 | 33 | 34 |
| --------- | -- | -- | - | - | - | - | - | - | - | -- | -- | -- | -- | -- | -- | -- | -- | -- | -- | -- | -- | -- | -- | -- | -- | -- | -- | -- | -- | -- | -- | -- | -- | -- |
| Luogo     | C  | T  | T | C | T | C | T | C | T | C  | T  | C  | T  | C  | T  | C  | T  | T  | C  | C  | T  | C  | T  | C  | T  | C  | T  | C  | T  | C  | T  | C  | T  | C  |
| Risultato | P  | N  | V | V | N | V | V | P | V | V  | N  | V  | P  | N  | P  | P  | P  | V  | V  | N  | N  | V  | P  | N  | N  | N  | P  | V  | P  | P  | P  | N  | P  | N  |
| Posizione | 12 | 12 | 7 | 5 | 5 | 2 | 1 | 4 | 3 | 3  | 2  | 2  | 2  | 4  | 5  | 6  | 7  | 6  | 5  | 5  | 6  | 4  | 6  | 7  | 7  | 7  | 8  | 6  | 7  | 8  | 9  | 10 | 11 | 9  |

Legenda:

Luogo: C = Casa; T = Trasferta. Risultato: V = Vittoria; N = Pareggio; P = Sconfitta.

### Statistiche dei giocatori
| Giocatore     | 2. Bundesliga | 2. Bundesliga | 2. Bundesliga | 2. Bundesliga | Coppa di Germania | Coppa di Germania | Coppa di Germania | Coppa di Germania | Totale   | Totale | Totale      | Totale     |
| Giocatore     | Presenze      | Reti          | Ammonizioni   | Espulsioni    | Presenze          | Reti              | Ammonizioni       | Espulsioni        | Presenze | Reti   | Ammonizioni | Espulsioni |
| ------------- | ------------- | ------------- | ------------- | ------------- | ----------------- | ----------------- | ----------------- | ----------------- | -------- | ------ | ----------- | ---------- |
| S. Brandy     | 33            | 11            | 9             | 0             | 2                 | 1                 | 1                 | 0                 | 35       | 12     | 10          | 0          |
| M. Dausch     | 23            | 1             | 3             | 0             | 2                 | 0                 | 0                 | 0                 | 25       | 1      | 3           | 0          |
| M. Eggimann   | 14            | 1             | 4             | 0             | 1                 | 0                 | 0                 | 0                 | 15       | 1      | 4           | 0          |
| J. Glinker    | 1             | 0             | 0             | 0             | 0                 | 0                 | 0                 | 0                 | 1        | 0      | 0           | 0          |
| A. Gomaa      | 2             | 0             | 0             | 0             | 0                 | 0                 | 0                 | 0                 | 2        | 0      | 0           | 0          |
| D. Haas       | 33            | 0             | 2             | 0             | 3                 | 0                 | 0                 | 0                 | 36       | 0      | 2           | 0          |
| D. Hollwitz   | 1             | 0             | 0             | 0             | 0                 | 0                 | 0                 | 0                 | 1        | 0      | 0           | 0          |
| B. Jopek      | 7             | 0             | 2             | 0             | 0                 | 0                 | 0                 | 0                 | 7        | 0      | 2           | 0          |
| M. Klonz      | 0             | 0             | 0             | 0             | 0                 | 0                 | 0                 | 0                 | 0        | 0      | 0           | 0          |
| L. Koch       | 0             | 0             | 0             | 0             | 0                 | 0                 | 0                 | 0                 | 0        | 0      | 0           | 0          |
| P. Kohlmann   | 28            | 2             | 5             | 0             | 3                 | 0                 | 0                 | 0                 | 31       | 2      | 5           | 0          |
| B. Kopplin    | 7             | 0             | 0             | 0             | 1                 | 0                 | 0                 | 0                 | 8        | 0      | 0           | 0          |
| D. Kreilach   | 32            | 3             | 10            | 0             | 3                 | 0                 | 1                 | 0                 | 35       | 3      | 11          | 0          |
| B. Köhler     | 29            | 3             | 3             | 0             | 2                 | 1                 | 0                 | 0                 | 31       | 4      | 3           | 0          |
| T. Mattuschka | 33            | 12            | 9             | 0             | 3                 | 1                 | 2                 | 0                 | 36       | 13     | 11          | 0          |
| A. Nemec      | 26            | 5             | 1             | 0             | 3                 | 0                 | 1                 | 0                 | 29       | 5      | 2           | 0          |
| O. Oschkenat  | 0             | 0             | 0             | 0             | 0                 | 0                 | 0                 | 0                 | 0        | 0      | 0           | 0          |
| M. Parensen   | 28            | 0             | 6             | 1             | 3                 | 0                 | 0                 | 0                 | 31       | 0      | 6           | 1          |
| M. Pfertzel   | 31            | 0             | 3             | 0             | 2                 | 0                 | 1                 | 1                 | 33       | 0      | 4           | 1          |
| R. Punčec     | 21            | 0             | 4             | 0             | 2                 | 0                 | 1                 | 0                 | 23       | 0      | 5           | 0          |
| C. Quiring    | 21            | 3             | 0             | 0             | 1                 | 0                 | 0                 | 0                 | 22       | 3      | 0           | 0          |
| A. Razeek     | 1             | 0             | 0             | 0             | 0                 | 0                 | 0                 | 0                 | 1        | 0      | 0           | 0          |
| F. Schönheim  | 30            | 1             | 7             | 0             | 3                 | 0                 | 0                 | 0                 | 33       | 1      | 7           | 0          |
| C. Silvio     | 0             | 0             | 0             | 0             | 0                 | 0                 | 0                 | 0                 | 0        | 0      | 0           | 0          |
| S. Skrzybski  | 11            | 1             | 0             | 0             | 1                 | 0                 | 0                 | 0                 | 12       | 1      | 0           | 0          |
| C. Stuff      | 9             | 0             | 0             | 0             | 1                 | 0                 | 0                 | 0                 | 10       | 0      | 0           | 0          |
| S. Terodde    | 27            | 5             | 7             | 0             | 3                 | 0                 | 2                 | 0                 | 30       | 5      | 9           | 0          |
| P. Wedemann   | 1             | 0             | 0             | 0             | 0                 | 0                 | 0                 | 0                 | 1        | 0      | 0           | 0          |
| N. Wiebach    | 0             | 0             | 0             | 0             | 0                 | 0                 | 0                 | 0                 | 0        | 0      | 0           | 0          |
| E. Zejnullahu | 3             | 0             | 0             | 0             | 0                 | 0                 | 0                 | 0                 | 3        | 0      | 0           | 0          |
| B. Özbek      | 20            | 0             | 3             | 1             | 3                 | 0                 | 0                 | 0                 | 23       | 0      | 3           | 1          |